# Peggy Ashcroft
Peggy Ashcroft (født 22. december 1907, død 14. juni 1991) var en britisk skuespillerinde.
Hun scenedebuterede i England i 1927 og filmdebuterede i 1933 i The Wandering Jew. I 1956 blev hun beæret med titlen Dame Commander of the British Empire.
For sin rolle som fru Moore i filmen A Passage to India, modtog hun i 1984 en Oscar for bedste kvindelige birolle.

## Filmografi
- The Wandering Jew (1933)

- De 39 trin (1935)
- A Passage to India (1983)